# Johan van der Velde
Johan van der Velde (Rijsbergen, 12 de desembre de 1956) és un ciclista neerlandès, ja retirat, que fou professional entre 1978 i 1990.
En els seus primers anys com a professional obtingué nombroses victòries de renom, com el Tour de Romandia i la Volta als Països Baixos el 1978 o el Campionat nacional en ruta i la Dauphiné Libéré de 1980. Aquell mateix any fou la revelació del Tour de França en aconseguir el mallot blanc de millor jove. La seva millor actuació al Tour l'aconseguí el 1982, quan acabà tercer de la classificació general.
Amb tot, la carrera en la qual obtindrà millors resultats serà el Giro d'Itàlia. Allà guanyà tres vegades la classificació per punts (1985, 1987 i 1988), a banda de guanyar tres etapes. En aquesta cursa, en l'edició de 1988 va ser protagonista d'una etapa èpica. Durant la 14a etapa, amb final a Bormio, els ciclistes havien de pujar el pas del Gavia, de 2.621 msnm. Van der Velde fou el primer a passar-hi, però el fred i la neu que queia el van deixar congelat, perdent més de 48' respecte al vencedor d'etapa, el seu compatriota Erik Breukink, en els poc més de 20 km de descens fins a la meta. Més de 60 ciclistes van fer el descens dins els cotxes dels equips, sense que fossin desqualificats per l'excepcionalitat del fet.
Una vegada retirat va confessar el consum habitual d'amfetamines durant la seva carrera esportiva.
Els seus fills Ricardo i Alain també són ciclistes.

## Palmarès
- 1977
  - Vencedor de 2 etapes a la Volta a la Província de Lieja
- 1978
  - 1r al Tour de Romandia, vencedor de 2 etapes i 1r de la classificació per punts
  - 1r a la Volta als Països Baixos i vencedor d'una etapa
  - 1r a la Kellogg's Tour of Britain i vencedor d'una etapa
- 1979
  - Vencedor d'una etapa del Tour de Romandia
- 1980
  -  Campió dels Països Baixos en ruta
  - 1r al Dauphiné Libéré, vencedor d'una etapa i 1r de la classificació per punts
  - Vencedor de 4 etapes a la Volta a Catalunya
  - Vencedor d'una etapa a la Volta als Països Baixos
  -  1r de la Classificació dels joves del Tour de França
- 1981
  - Vencedor de 3 etapes a la Volta a Catalunya
  - Vencedor de 2 etapes del Tour de França
  - Vencedor d'una etapa a la Volta als Països Baixos
  - Vencedor d'una etapa al Dauphiné Libéré
  - Vencedor d'una etapa del Tour de Romandia
  - Vencedor d'una etapa al Midi Libre
- 1982
  -  Campió dels Països Baixos en ruta
  - 1r a l'Acht van Chaam
  - Vencedor d'una etapa a la Volta als Països Baixos
  - Vencedor d'una etapa a la Volta a Catalunya
- 1983
  - 1r al Campionat de Zúric
  - Vencedor d'una etapa a la Setmana Catalana
- 1984
  - Vencedor d'una etapa del Tour de Romandia
- 1985
  - 1r a la Coppa Bernocchi
  - Vencedor d'una etapa del Tour de Romandia
  -  1r de la Classificació per punts del Giro d'Itàlia
- 1986
  - 1r de la Fletxa Brabançona
  - Vencedor d'una etapa del Giro d'Itàlia
  - Vencedor d'una etapa del Tour de França
- 1987
  - Vencedor de 2 etapes del Giro d'Itàlia i  1r de la Classificació per punts
  - Vencedor d'una etapa a la Volta a Suïssa
- 1988
  -  1r de la Classificació per punts del Giro d'Itàlia

### Resultats al Tour de França
- 1979. 14è de la classificació general
- 1980. 12è de la classificació general.  1r de la Classificació dels joves
- 1981. 12è de la classificació general. Vencedor de 2 etapes
- 1982. 3r de la classificació general
- 1983. Abandona (17a etapa)
- 1986. 52è de la classificació general. Vencedor d'una etapa. Portador del mallot groc durant 2 etapes

### Resultats al Giro d'Itàlia
- 1984. 5è de la classificació general
- 1985. 22è de la classificació general.  1r de la Classificació per punts
- 1986. 16è de la classificació general. Vencedor d'una etapa
- 1987. 9è de la classificació general. Vencedor de 2 etapes.  1r de la Classificació per punts
- 1988. 65è de la classificació general.  1r de la Classificació per punts